# Maarwold

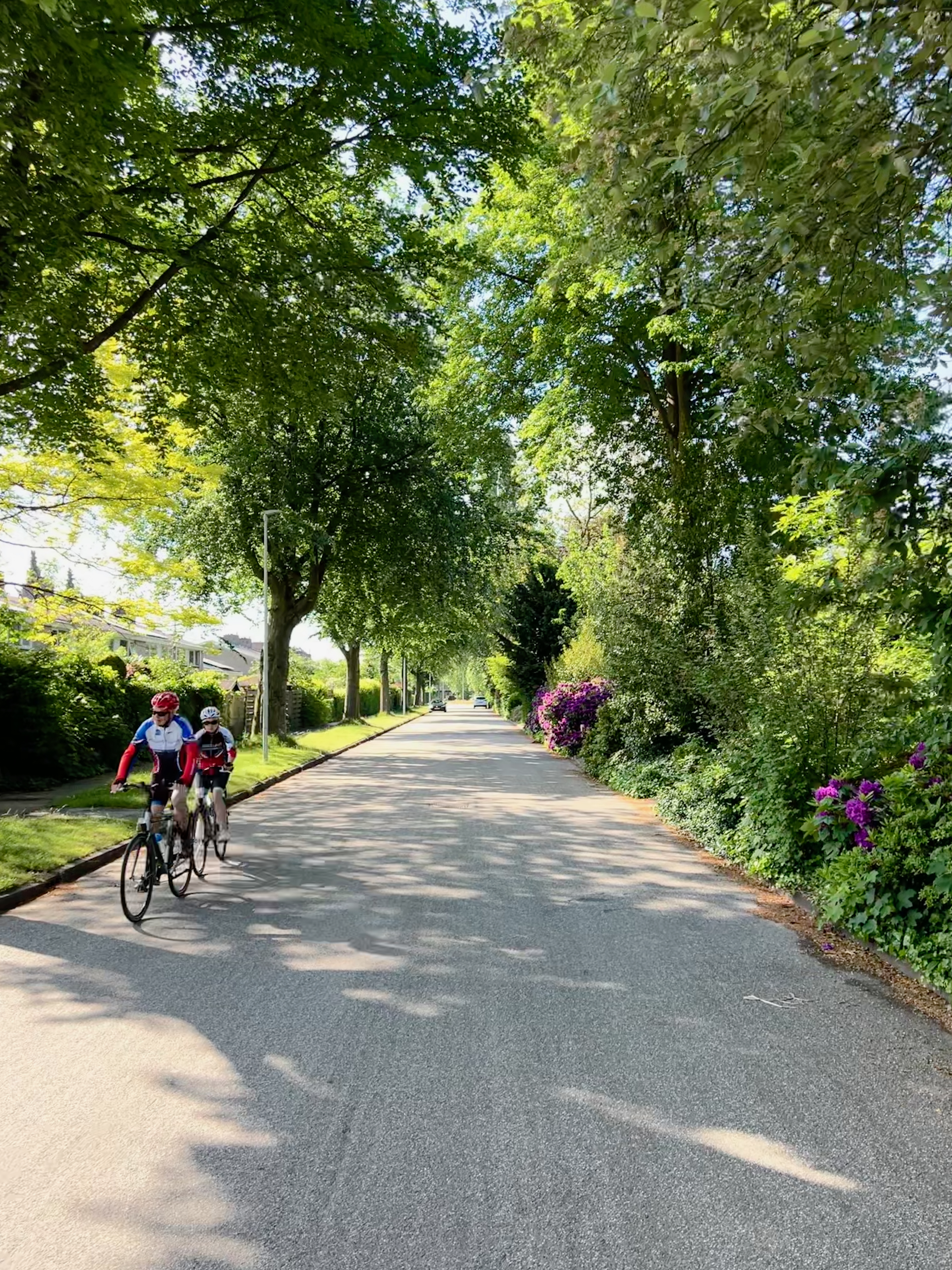
Spinozalaan (2022)

Maarwold is een buurt in de wijk Haren-Zuidwest van het Groningse dorp Haren. De buurt is gelegen aan de westzijde van het dorp en grenst aan de bebouwing van de Westerse Drift in het oosten, de Meerweg in het noorden en de watergang het Maar in het westen. De buurt is vernoemd naar het Maar en de Wolddeelen. Veel straten zijn genoemd naar filosofen en natuurkundigen. De belangrijkste straten door de wijk zijn de Emmalaan en de Spinozalaan.

## Ontstaan

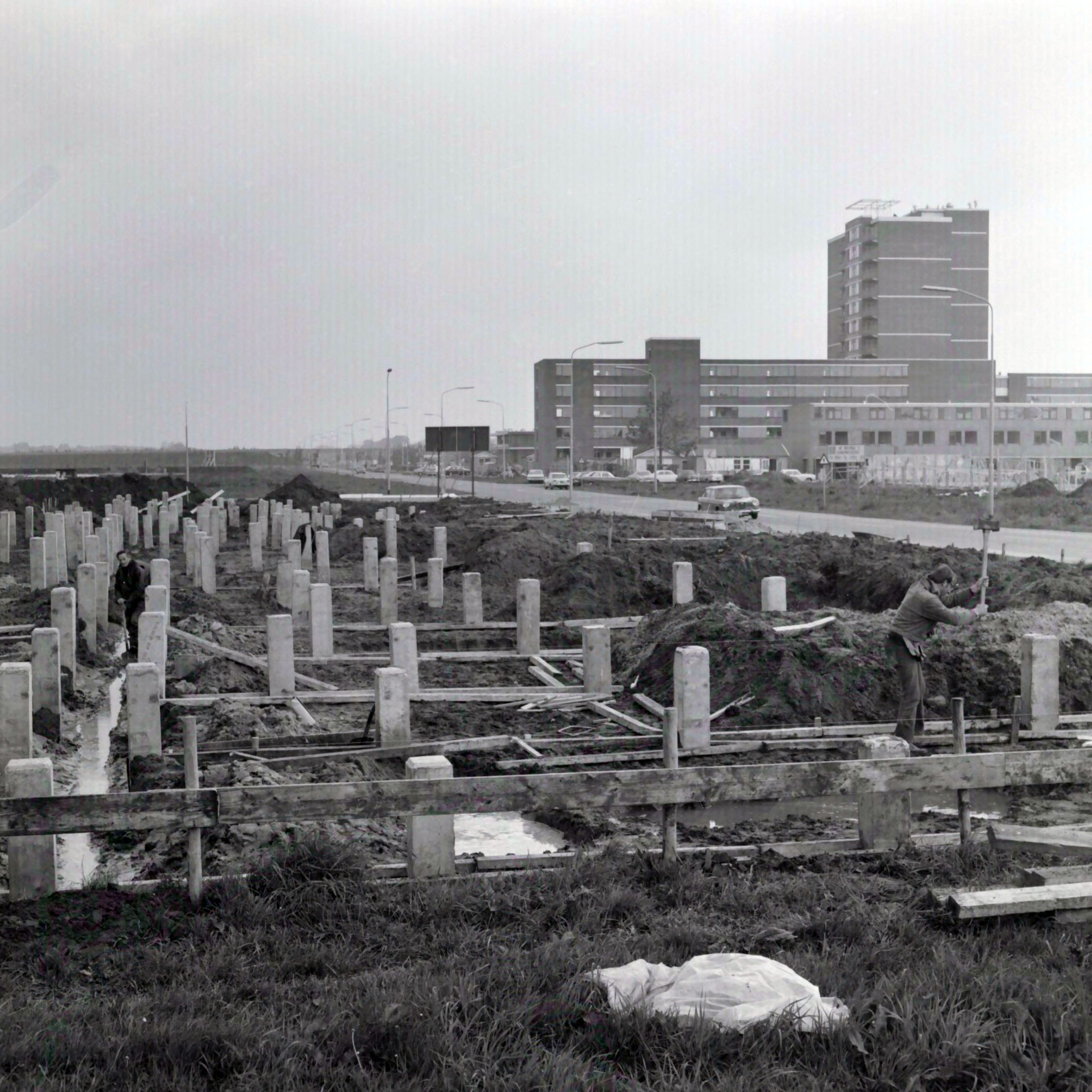
Bouw van Maarwold (1972)

Vanaf het begin van de 20e eeuw speelt Haren - van oudsher een klein agrarisch dorpje op de Hondsrug - een toenemende rol voor forenzen uit de stad Groningen. Een gevleugelde slogan voor die tijd: "Wacht niet met buiten wonen tot gij binnen zijt". De populariteit van Haren vanwege zijn ligging en voorzieningen steeg na de Tweede Wereldoorlog fors, waardoor een enorme uitbreiding nodig was.
Maarwold is gebouwd in de jaren 70 en 80 van de 20ste eeuw in het gebied dat bekend stond als Steenlanden en toen nog onderdeel was van het waterschap Westerpolder. Het bestemmingsplan bestond uit een deel ten noorden van de Emmalaan (Maarwold I) en een deel ten zuiden (Maarwold II). De stedenbouwkundige structuur is ten dele geïnspireerd op structuralistische opvattingen. Kenmerkend voor de stedenbouwkundige opzet zijn de gedraaide oriëntatie en verspringingen van woonblokjes, cul-de-sac ontsluitingen en autoluwe woonstraten. In het terrein werd, voor het eerst in Nederland, diepdrainage toegepast voor bemaling. Sommige delen werden, voordat met de bouw werd begonnen, opgehoogd met zand uit het Meerschap Paterswolde. Bestaande wandelpaden die oorspronkelijke langs de akkers tussen de Westerse Drift en het Maar lagen, werden behouden bij de aanleg van de wijk en doorkruizen deze. De nieuwe buurt werd aangelegd met huizen voor het middenkader en voor topfunctionarissen van de grote industrieën die het Noorden in de jaren 70 wenste aan te trekken.

## Voorzieningen

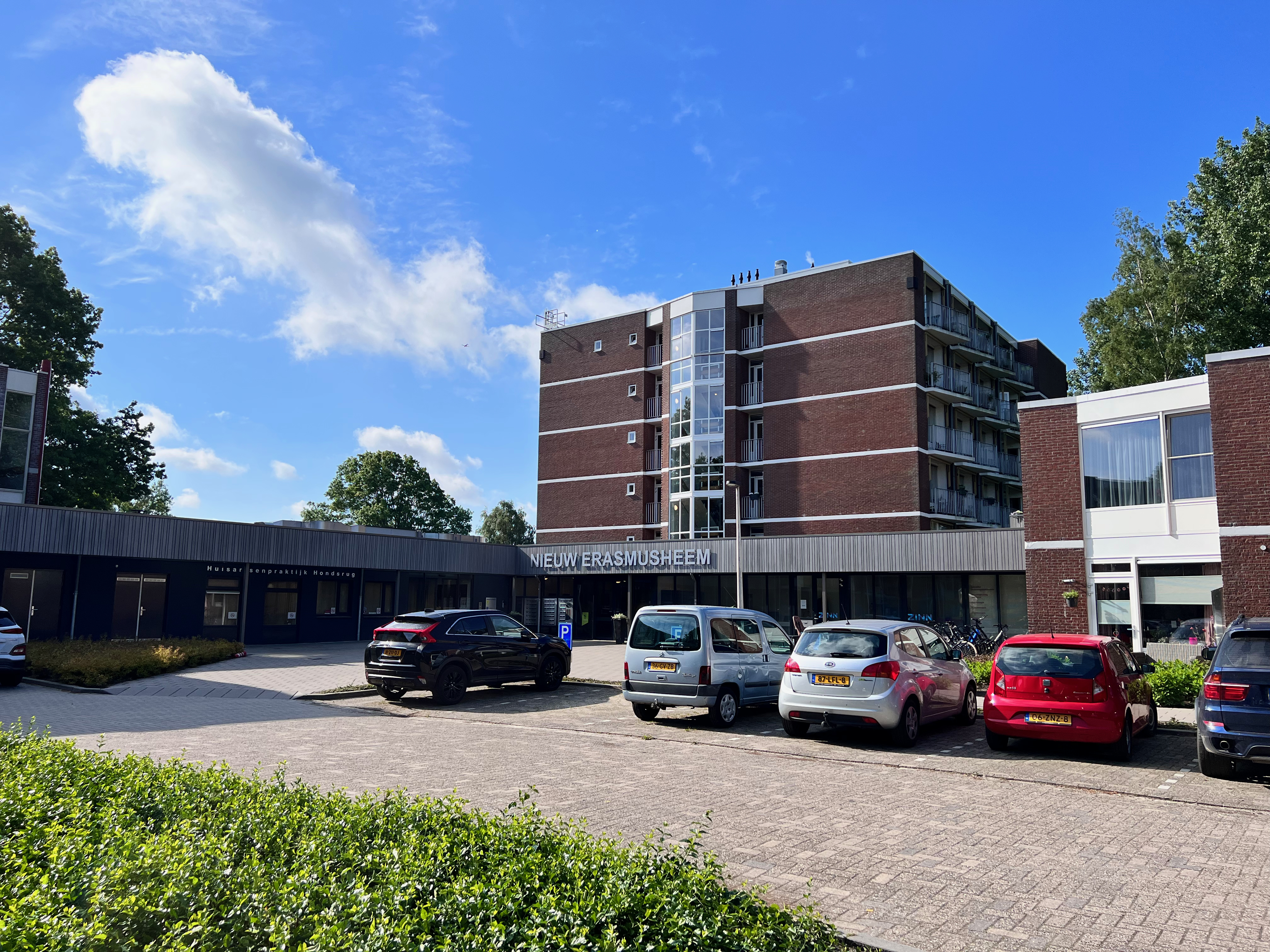
Nieuw Erasmusheem (2022)

In de buurt staat een gymzaal, een serviceflat met dezelfde naam en een voormalig verzorgingstehuis (Erasmusheem) met aanleunwoningen, dat tegenwoordig Sassenstate heet. De buurt kent zelf voorzieningen als een kinderopvang, een kapsalon, een nagelstudio, een muziekschool, twee huisartsenpraktijken, een praktijk voor fysiotherapie en direct ten oosten van de wijk ligt de basisschool Sint Nicolaasschool. Ook de rooms-katholieke Nicolaaskerk bevindt zich aan de rand van de wijk.
1. ↑  Inclusief het A-kwartier, Academiekwartier, Bisschopskwartier en Ebbingekluft
2. ↑  Inclusief Ruskenveen
3. ↑  Euvelgunne en Roodehaan zijn onderdeel van de MEER-dorpen, maar vallen onder de wijk Zuidoost
4. ↑  Inclusief de subbuurten De Wierden (waaronder het bouwblok Heemwerd), Rietlanden en Reitdiephaven
5. ↑  Voorheen Korrewegwijk genoemd
6. ↑  Voorheen Korrewegbuurt genoemd